# Хункоу
Хунко́у (кит. упр. 虹口, пиньинь Hóngkǒu) — район городского подчинения города центрального подчинения Шанхай (КНР). Расположен к северу от городского центра. Название района («Устье Хун») происходит от названия реки, впадающей здесь в реку Хуанпу (сейчас эта речка называется Хункоуган (虹口港, «залив при устье Хун»), в старину называлась Шахун (沙洪, «Песчаный поток»)).

## История
При империях Мин и Цин эта территория была разделена между двумя уездами. В 1845 году в Шанхай прибыл Вильям Джоунс Бун из Американской протестантской епископальной миссии, и начал вести деятельность по распространению христианства. В 1848 году он потребовал от местных властей выделения земли для своих нужд, и в южной части современного района Хункоу появился американский сеттльмент (впоследствии слившийся с британским сеттльментом в Шанхайский международный сеттльмент). В 1853 году там была возведена церковь. В 1853-54 годах китайское тайное Общество малых мечей оккупировало китайские районы Шанхая, и мирные китайские жители стали искать защиты на территории остававшихся нейтральной стороной в конфликте международных сеттльментов, что привело к росту их населения. В 1856 году здесь был построен мост Вайбайду, а в 1857 — отель Astor House. С 1870 года, после начала активных связей между Цинской империей и Японской империей, на территории современного района Хункоу стали компактно селиться прибывающие в Шанхай японцы. После первой мировой войны японцев здесь жило так много, что эту территорию в просторечьи называли «японским сеттльментом». Японская община тесно сотрудничала с властями международного сеттльмента: так, в 1916 году при Шанхайской муниципальной полиции был учреждён японский отдел, и с 20 ноября 30 японских полицейских приступили к поддержанию правопорядка на территории современного района Хункоу.
29 апреля 1932 года, когда японцы праздновали в парке Хункоу День рождения императора, корейский террорист Юн Бонгиль взорвал бомбу, убив генерала Ёсинори Сиракава и ранив ещё несколько человек.
С 1933 года из Германии в Китай стали прибывать еврейские беженцы. Для их проживания была выделена специальная зона в Хункоу, где образовалось Шанхайское гетто.
13 августа 1937 года, когда началось Второе Шанхайское сражение, Хункоу стал полем битвы между китайскими и японскими войсками. В итоге японцы полностью заняли Шанхай.
1 августа 1943 года японская администрация передала подконтрольную ей территорию под власть марионеточного китайского правительства. В августе 1945 года Шанхай вернулся под власть Гоминьдана. В 1945 году был официально образован район Хункоу.
В 1956 году район Хункоу был ликвидирован, а его территория вошла в состав района Бэйсычуаньлу. В 1984 году район Хункоу был образован вновь.

## Административно-территориальное деление
Район Хункоу делится на 8 уличных комитетов.

## Достопримечательности
- Парк имени Лу Синя (Шанхай)
- Шанхайский мемориал Лу Синя
- Футбольный стадион Хункоу
- Шанхайский университет иностранных языков
- Шанхайский финансово-экономический университет